# Патрік Свіні
Патрік Свіні  (англ. Patrick Sweeney, 12 серпня 1952) — британський веслувальник, олімпійський медаліст.

## Виступи на Олімпіадах
| Олімпіада     | Дисципліна                      | Місце |
| ------------- | ------------------------------- | ----- |
| Мюнхен 1972   | четвірка розстібна зі стерновим | 10    |
| Монреаль 1976 | вісімка розстібна зі стерновим  | 2     |
| Сеул 1988     | двійка розстібна зі стерновим   | 3     |

## Зовнішні посилання
- Досьє на sport.references.com [Архівовано 20 лютий 2009 у Wayback Machine.]